# シッディナラシンハ・マッラ

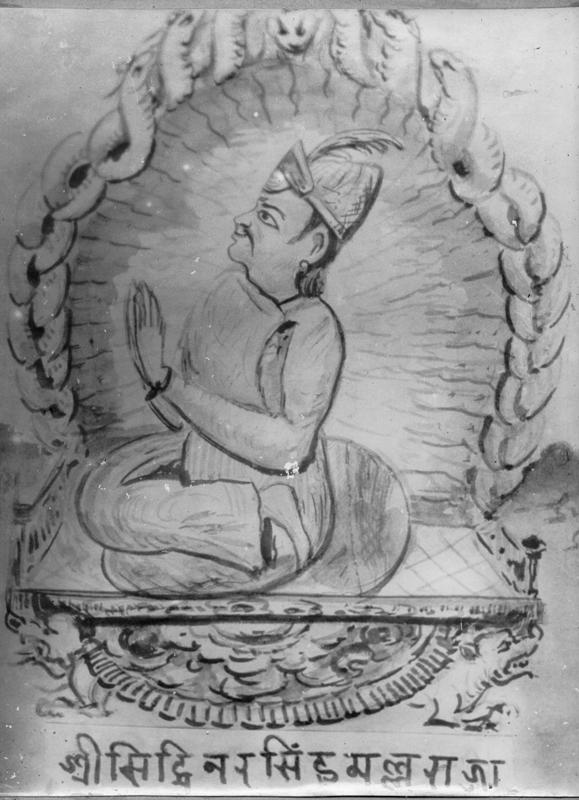
シッディナラシンハ・マッラ

シッディナラシンハ・マッラ（Shidhinarasingha Malla、生年不詳 - 1710年）は、ネパール、パタン・マッラ朝の君主（在位：1619年 - 1661年）。

## 生涯
パタンを統治していたカトマンズ王太子ハリハラシンハ・マッラの次男として生まれた。
父の死後、シッディナラシンハは母とともにパタンに、一方兄ラクシュミーナラシンハ・マッラと祖父でカトマンズ王シヴァシンハ・マッラはカトマンズにいた。そのため、1619年にパタンの重臣らは12歳のシッディナラシンハを王に、新たにパタン・マッラ朝を創始した。
その後、ラクシュミーナラシンハが優柔不断であるのを見て、バクタプルと組んでカトマンズを包囲し、パタンはカトマンズと「敵になるも味方になるも同一行動」という友好条約を強要した。
だが、ラクシュミーナラシンハが息子プラターパ・マッラに代わると、彼はパタンを攻撃しようと画策した。そのため、1628年頃にゴルカ王ラーム・シャハをパタンに迎え、友好関係を結んだ。
1637年、プラターパの軍勢がカトマンズを攻めたが、このときはゴルカ王ダンバル・シャハの援軍が駆けつけた。ゴルカの援軍は敗れたが、パタンの民衆が立ち上がって撃退した。
1661年、シッディナラシンハは息子シュリーニヴァーサ・マッラが反抗したのを見て退位し、シュリーニヴァーサが王位を継承した。その後、ヴァーラーナシーへと行き、1710年にそこで死亡したといわれる。